# The Road to Freedom
The Road to Freedom är ett musikalbum från 1986 av L. Ron Hubbard and Friends.
Alla låtar är skrivna av Hubbard och framförs av en rad olika artister. Skivan producerades strax efter Hubbards död av Scientologikyrkan och dess musikstudio Golden Era Productions. Varje låt har ett budskap som handlar om någon aspekt av scientologins läror. Skivan avslutas med "L'Envoi – Thank You For Listening", som framförs av Hubbard (arrangerad från en a cappella-inspelning som hittades i Hubbards arkiv). Skivan lanserades i samband med evenemang på Hubbards födelsedag i mars 1986, kort efter hans död. En konsert från denna tillställning släpptes på video. 

## Låtlista
1. The Road to Freedom
2. The Way to Happiness
3. The Worried Being
4. The Evil Purpose
5. Laugh a Little
6. The Good Go Free
7. Why Worship Death?
8. Make It Go Right
9. The ARC Song
10. L'Envoi - Thank You For Listening

## Medverkande
- John Travolta, sång: "The ARC Song, "The Road to Freedom"
- Chick Corea, arrangör, keyboard, slagverk: "Why Worship Death?"
- Julia Migenes, sång: "Why Worship Death?"
- Leif Garrett, sång: "The Road to Freedom", "The Way to Happiness"
- David Pomeranz, sång och medarrangör: "Make It Go Right", "The Good Go Free"
- Amanda Ambrose, sång: "The Worried Being"
- Gayle Moran, sång: "The Way to Happiness"
- Karen Black, sång: "The ARC Song"
- Michael Roberts, bakgrundssång: "Laugh a Little"
- Pam Roberts, bakgrundssång: "Laugh a Little"
- Jeff Pomerantz, bakgrundssång: "The ARC Song", "The Road to Freedom"
- Frank Stallone, sång: "The Evil Purpose", "The Road to Freedom", "The ARC Song"
- Lee Purcell, bakgrundssång: "The ARC Song", "The Road to Freedom"
- Nicky Hopkins, piano: "The Way to Happiness"
- Margie Nelson, sång: "Laugh a Little"
- Gloria Rusch, sång: "The ARC Song".